# Уигл, Лиза
Ли́за Уи́гл (англ. Lisa Weagle; род. 24 марта 1985, Оттава) — канадская кёрлингистка, тренер по кёрлингу.
В составе женской сборной Канады участник зимних Олимпийских игр 2018 (заняли шестое место) и 2022 (заняли пятое место); участник трёх чемпионатов мира (чемпионы, серебряные и бронзовые призёры). Трёхкратный чемпион Канады по кёрлингу.
Играет на позиции первого.

## Достижения
- Чемпионат мира по кёрлингу среди женщин: золото (2017), серебро (2014), бронза (2013).
- Кубок мира по кёрлингу 2018/2019: золото (1 этап).
- Чемпионат Канады по кёрлингу среди женщин: золото (2013, 2014, 2017), серебро (2019, 2020), бронза (2015).
- Канадский олимпийский отбор по кёрлингу: золото (2017, 2021), бронза (2013).
- Кубок Канады по кёрлингу: золото (2015, 2019), серебро (2014, 2016), бронза (2018).
- Континентальный Кубок по кёрлингу (в составе команды Северной Америки): золото (2014, 2015, 2016, 2018), серебро (2019).
- Канадский олимпийский отбор по кёрлингу среди смешанных пар: бронза (2025).
- Приз самому ценному игроку имени Сандры Шмирлер на женском чемпионате Канады: 2013.
- Команда «всех звёзд» (англ. All-Star Team) чемпионата Канады среди женщин: 2015, 2017, 2021[3].

## Спортивная карьера
Лиза Уигл начала заниматься кёрлингом в девять лет.

### Юниорская карьера
В подростковом и юниорском возрасте Лиза играла на позиции второго в команде Granite CC of West Ottawa (Оттава), которую возглавляла скип Ли Мерклингер (её отец, Брюс Мерклингер, был тренером команды); с этой командой, в частности, Лиза выиграла в 2000 году Ontario Bantam Girl’s Championship (чемпионат провинции Онтарио для девочек до 16 лет). Команда Мерклингер прошла вместе весь юниорский период и была одной из ведущих в провинции Онтарио в течение нескольких лет — квалифицировалась в юниорский чемпионат Онтарио 5 лет подряд (2001—2005) и дважды (2003, 2004) вышла в его финал, завоевав серебряные медали.

### Начало взрослой карьеры
Затем, после ухода из юниоров, в 2006—2009, Лиза играла на позиции второго в команде, которую возглавляла скип Робин Матье (в 2003, ещё до прихода туда Лизы, эта команда завоевала серебро на юниорском чемпионате Канады).
Позже в 2009, заняв место первого в команде, которую возглавляла скип Джен Ханна, Лиза участвовала в женском чемпионате Онтарио, где её команда проиграла в тай-брейке команде Элисон Горинг. В команде Джен Ханна она снова играла вместе со своим бывшим скипом Ли Мерклингер (Ли занимала позицию второго).

### 11 сезонов с командой Хоман
Летом 2010 года Лиза пришла в команду Рэйчел Хоман, сменив на позиции первого ушедшую из команды Линн Кревьязак. Команде, вышедшей из юниорского статуса, выиграв в январе 2010 в последний раз юниорский чемпионат Канады, был нужен надёжный первый, уже имеющий опыт соревнований взрослых команд — и Лиза вполне подходила на эту роль.
В январе 2011 команда Хоман впервые выиграла женский чемпионат Онтарио и впервые вышла в женский чемпионат Канады 2011, где заняла 4-е место. В следующий раз команда Хоман (от Онтарио) попала на чемпионат Канады в 2013, где выиграла 1-е место, победив в финале команду Дженнифер Джонс (выступавшую от Манитобы); на этом чемпионате Лиза получила Приз самому ценному игроку имени Сандры Шмирлер за свою игру на стадии плей-офф, став всего лишь третьим за всю историю женских чемпионатов Канады играющим на позиции первого, получившим эту награду.
В 2013 году, как чемпион страны, Лиза вместе со всей командой Хоман впервые выступила в качестве игрока сборной Канады на международном уровне, на чемпионате мира 2013 (Рига, Латвия), где они завоевали бронзовую медаль, выиграв в матче за 3-е место у сборной США. Лиза показала 82 % точных бросков, что вывело её на 6-е место среди всех участников чемпионата по этому показателю.
В сезоне 2013—2014 команда Хоман прошла на национальный олимпийский отборочный турнир (Канадский олимпийский отбор по кёрлингу 2013) за право представлять Канаду на зимней Олимпиаде 2014, но заняла лишь 3-е место. Выиграв во второй раз женский чемпионат Канады 2014, команда снова участвовала в чемпионате мира 2014 (Сент-Джон, Канада), где на этот раз завоевала серебряную медаль, уступив в финале сборной Швейцарии.
В составе команды Хоман Лиза принимала участие во многих турнирах — в частности, выиграв несколько соревнований в рамках серии турниров Большого шлема (:en:Grand Slam), а также успешно выступала в различных коммерческих турнирах. В рамках Мирового тура по кёрлингу (англ. World Curling Tour, WCT) в сезоне 2015—2016 команда Хоман являлась безусловным лидером: на начало 2016 года в рейтинге WCT команда Хоман находилась на уверенном 1-м месте, опережая шедшую второй команду Дженнифер Джонс по набранным очкам и заработанным призовым более чем в два раза.
Сезон 2016-17 годов был одним из лучших сезонов Уигл. В начале сезона команда выиграла несколько коммерческих турниров, а на Кубке Канады по кёрлингу 2016 года проиграла в финале. Выиграв отбор провинции Онтарио, они вышли на женский чемпионат Канады 2017 года. В финале чемпионата Канады команда Хоман победила команду Мишель Энглот из Манитобы со счетом 8-6 в экстра-энде. Таким образом, Лиза завоевала третий титул чемпиона Канады. 
На чемпионате мира 2017 года в Пекине команда Хоман стала лишь третьей в истории турнира, которая не потерпела поражения на групповом этапе, присоединившись к командам канадки Колин Джонс (2003 год) и шведки Анетте Норберг (2005 год). Команда Хоман осталась непобедимой до самого конца, единственной командой, которая сделала это на тот момент, обыграв со счетом 8-3 в матче за золотую медаль команду Анны Сидоровой (уже в 3-й раз по ходу этого чемпионата). Это был первый титул чемпиона мира для Лизы Уигл.
Вновь удачно начала сезон 2017-18 команда Хоман. Это был Олимпийский сезон. Важным событием для Лизы стала победа команды Хоман на канадском олимпийском отборе в ее родном городе Оттава. Команда Хоман проиграла всего один матч в отборе - против команды Челси Кэри на групповом этапе.
После победы в отборе команда отправилась играть на зимние Олимпийские Игры 2018 года, где они начали катастрофически. Проигрыш в первых трех матчах командам Южной Кореи, Швеции и Дании означал, что команда Канады впервые на Олимпиаде начала турнир с результатом 0-3. 
Поражение команды Хоман в сессии 11 от команды Великобритании скипа Ив Мюрхед официально исключило их из борьбы за медали. Команда Хоман стала первыми канадскими олимпийскими кёрлингистками, которые не выиграли медаль.
Сезон 2018-19 команды Хоман начался с победы на первом этапе Кубка мира 2018-19, переиграв в финале команду Анны Хассельборг. Далее команда Хоман выступала также успешно. В начале 2019 года команда отобралась на чемпионат Канады 2019 года, выиграв отбор провинции Онтарио. На чемпионате Канады 2019 года команда заняла второе место, проиграв в финале команде Челси Кэри из Альберты со счетом 6-8 в экстра-энде, ведя после четвертого энда 5-1 и играя с хаммером в десятом энде и экстра-энде.
И вновь удачное начало сезона 2019-20 годов для команды Хоман в коммерческих турнирах. Победив команду Трэйси Флёри в финале Кубка Канады 2019 года, Лиза Уигл в составе команды выиграла свой второй Кубок Канады. Эта победа позволила команде Хоман первой отобраться в канадский олимпийский отбор 2021 года. Далее последовала победа в чемпионате Онтарио, благодаря чему они приняли участие в чемпионате Канады 2020 года. Проиграв в финале команде Керри Эйнарсон из Манитобы со счетом 7-8 в экстра-энде они получили свою вторую серебряную медаль подряд. Таким образом, команда Хоман играла в трех последних финалах Чемпионатах Канады из своих трех последних участий (Чемпионат Канады 2018 года команда Хоман пропустила из-за участия в Олимпиаде).
Лиза Уигл была выбрана в первую команду всех звёзд чемпионата 2020.
Несмотря на все успехи последних лет команда Хоман 12 марта 2020 года объявила, что расстаётся с Лизой Уигл. Это решение стало полной неожиданностью для Лизы: 
|                                                 | I wasn't part of the discussions and it was a decision that was taken by the team |  | Я не участвовала в обсуждениях, и это было решение, которое было принято командой |  |
| сообщила агентству The Canadian Press Лиза Уигл |                                                                                   |  |                                                                                   |  |

|                    | I think all of these accomplishments are really the result of being on a team with great teammates. So I'm very proud of what we built together. We've come a long way and grown so much |  | Я думаю, что все эти достижения на самом деле являются результатом работы в команде с отличными партнерами. Поэтому я очень горжусь тем, что мы построили вместе. Мы прошли долгий путь и так сильно выросли |  |
| также сказала Лиза | |  | |  |

Скип команды Рэйчел Хоман прокомментировала решение:
|  | We are not the first team to have gone through this difficult process and we won't be the last. It's difficult because in other sports these decisions are made by coaches and general managers to prioritize the success of the team. Unfortunately in curling it's not like that |  | Мы не первая команда, которая прошла через этот сложный процесс, и не будем последними. Это сложно, потому что в других видах спорта такие решения принимают тренеры и генеральные менеджеры, чтобы расставить приоритеты в успехе команды. К сожалению в кёрлинге всё не так |  |
|  | |  | |  |

Вместо Лизы в команду пришла Сара Уилкс (покинувшая команду Челси Кэри). Теперь Джоанн Кортни заняла позицию первого, а Сара Уилкс - второго.
Так закончились одиннадцать сезонов, проведенные Лизой Уигл в команде Хоман.

### С 2020 года в команде Джонс
Спустя лишь несколько дней, 18 марта 2020 года, команда Дженнифер Джонс объявила, что Уигл присоединилась к их команде в качестве пятого игрока.
|                         | We were on the call with Lisa and I don't think any of us stopped smiling ...It almost felt too good to be true for us. We were super excited about it. |  | Мы разговаривали по телефону с Лизой, и я не думаю, что кто-то из нас перестал улыбаться ...Это было чрезмерно хорошее чувство, чтобы быть правдой для нас. Мы были очень рады этому |  |
| сказала Дженнифер Джонс | |  | |  |

Перейдя в команду главных соперников Лиза сказала:
|  | We connected instantly and our goals were aligned. What struck me the most was hearing it in Jen's voice that she wants to win and she's very determined. This is an athlete that's won everything there is to win in curling and she still wants to do more. That had me hooked and ready to go right away. I believe in her and I believe in her team and I want to do everything I can to help the team and be a part of it. |  | Мы мгновенно соединились, и наши цели совпали. Но больше всего меня поразило то, что в голосе Джен прозвучало, что она хочет победить и очень решительно настроена. Это спортсменка, которая выиграла все, что можно выиграть в кёрлинге, и она все еще хочет сделать больше. Это меня зацепило, и я была готова немедленно перейти. Я верю в нее и верю в ее команду, и я хочу сделать все возможное, чтобы помочь команде и быть ее частью. |  |
|  | |  | |  |

## Частная жизнь
В 2007 Лиза окончила университет Оттавы по специальности «Коммуникации» (англ.  with a Communications degree). Работает в Министерстве наследия Канады советником по коммуникациям (англ. communications advisor) в «Sport Canada» (департаменте поддержки социальных программ поддержки спорта).
С 2014 состоит в браке, муж — Робин Гай (англ. Robin Guy).

## Команды
| Сезон                                               | Четвёртый       | Третий         | Второй            | Первый (лид)       | Запасной                                                          | Турниры                                            |
| --------------------------------------------------- | --------------- | -------------- | ----------------- | ------------------ | ----------------------------------------------------------------- | -------------------------------------------------- |
| 2004—05                                             | Ли Мерклингер   | Leslie Levere  | Лиза Уигл         | Breanne Merklinger |                                                                   |                                                    |
| 2006—09                                             | Robyn Mattie    | Anna Piekarski | Лиза Уигл         | Andrea Leganchuk   |                                                                   |                                                    |
| 2009                                                | Robyn Mattie    | Anna Piekarski | Лиза Уигл         | Julia Weagle       |                                                                   |                                                    |
| 2009                                                | Джен Ханна      | Стефани Ханна  | Ли Мерклингер     | Лиза Уигл          |                                                                   |                                                    |
| 2010—11                                             | Рэйчел Хоман    | Эмма Мискью    | Элисон Кревьязак  | Лиза Уигл          | Шерри Мидо (ЧК) тренер: Andrea Ronnebeck                          | ЧК 2011 (4 место)                                  |
| 2011—12                                             | Рэйчел Хоман    | Эмма Мискью    | Элисон Кревьязак  | Лиза Уигл          | тренер: Andrea Ronnebeck                                          | КК 2011 (4 место)                                  |
| 2012—13                                             | Рэйчел Хоман    | Эмма Мискью    | Элисон Кревьязак  | Лиза Уигл          | Стефани Ле Дрю (ЧК, ЧМ) тренер: Эрл Моррис                        | ЧК 2013 · ЧМ 2013                                  |
| 2013—14                                             | Рэйчел Хоман    | Эмма Мискью    | Элисон Кревьязак  | Лиза Уигл          | Хизер Смит (КООК) Стефани Ле Дрю (ЧК, ЧМ) тренер: Эрл Моррис      | КООК 2013 · ККК 2014 · ЧК 2014 · ЧМ 2014           |
| 2014—15                                             | Рэйчел Хоман    | Эмма Мискью    | Джоанн Кортни     | Лиза Уигл          | Шерил Кревьязак (ЧК) тренер: Ричард Харт                          | КК 2014 · ККК 2015 · ЧК 2015                       |
| 2015—16                                             | Рэйчел Хоман    | Эмма Мискью    | Джоанн Кортни     | Лиза Уигл          | тренер: Ричард Харт                                               | КК 2015 · ККК 2016                                 |
| 2016—17                                             | Рэйчел Хоман    | Эмма Мискью    | Джоанн Кортни     | Лиза Уигл          | Шерил Кревьязак (ЧК, ЧМ) тренер: Adam Kingsbury                   | КК 2016 · ЧК 2017 · ЧМ 2017                        |
| 2017—18                                             | Рэйчел Хоман    | Эмма Мискью    | Джоанн Кортни     | Лиза Уигл          | Шерил Кревьязак (КООК) Шерил Бернард (ЗОИ) тренер: Adam Kingsbury | КООК 2017 · ККК 2018 · ЗОИ 2018 (6 место)          |
| 2018—19                                             | Рэйчел Хоман    | Эмма Мискью    | Джоанн Кортни     | Лиза Уигл          | Шерил Кревьязак (ЧК) тренеры: Нолан Тиссен (КМ), Марсель Рок      | КМ 2018/19 (1 этап) · КК 2018 · ККК 2019 · ЧК 2019 |
| 2019—20                                             | Рейчел Хоман    | Эмма Мискью    | Джоанн Кортни     | Лиза Уигл          | Шерил Кревьязак (ЧК) тренер: Марсель Рок (ЧК)                     | КК 2019 · ЧК 2020                                  |
| 2020—21                                             | Дженнифер Джонс | Кейтлин Лоус   | Джоселин Петерман | Лиза Уигл          | Raunora Westcott тренер: Виктор Челль                             | ЧК 2021 (4 место)                                  |
| 2021—22                                             | Дженнифер Джонс | Кейтлин Лоус   | Джоселин Петерман | Дон Макьюэн        | Лиза Уигл тренеры: Виктор Челль, Рене Зонненберг (ЗОИ)            | КООК 2021 · ЗОИ 2022 (5 место)                     |
| 2024—25                                             | Лори Сен-Жорж   | Джейми Синклер | Эмили Райли       | Лиза Уигл          | тренер: Франсуа Роберж                                            | ЧК 2025 (7 место)                                  |
| Кёрлинг среди смешанных пар (mixed doubles curling) |                 |                |                   |                    |                                                                   |                                                    |
| 2014—15                                             | Джон Эппинг     | Лиза Уигл      |                   |                    |                                                                   |                                                    |
| 2015—16                                             | Джон Эппинг     | Лиза Уигл      |                   |                    |                                                                   | ЧКСП 2016 (5 место)                                |
| 2016—17                                             | Джон Эппинг     | Лиза Уигл      |                   |                    |                                                                   | ЧКСП 2017 (9 место)                                |
| 2020—21                                             | Джон Эппинг     | Лиза Уигл      |                   |                    |                                                                   | ЧКСП 2021 (5 место)                                |
| 2022—23                                             | Лиза Уигл       | Джон Эппинг    |                   |                    |                                                                   | ЧКСП 2023 (7 место)                                |
| 2023—24                                             | Лиза Уигл       | Джон Эппинг    |                   |                    |                                                                   | ЧКСП 2024 (9 место)                                |
| 2024—25                                             | Лиза Уигл       | Джон Эппинг    |                   |                    |                                                                   | КООКСП 2025                                        |

(скипы выделены полужирным шрифтом)

## Результаты как тренера национальных сборных
| Год  | Турнир                                              | Сборная                 | Место |
| ---- | --------------------------------------------------- | ----------------------- | ----- |
| 2022 | Чемпионат мира по кёрлингу среди смешанных пар 2022 | Канада (смешанная пара) | 5     |